# Annihilator
Annihilator — трэш-метал-группа, основанная в 1984 году в городе Оттава, Канада.

## История группы
Основателем «Annihilator» является гитарист Джефф Уотерс. Сначала он играл в «Trojan hammer», но эта команда просуществовала недолго, и он основал свой проект «Jeff Waters project», постепенно трансформировавшийся в «Annihilator». В первый состав группы также вошли Майк Лейн (ударные), Джон Перинбам (вокал) и Кевин Янгом (бас). Последнего вскоре заменил Эндрю Штейнке. И Лейн, и Штейнке, в итоге, тоже были уволены.
Вместо них в коллективе появились вокалист Джон Бэйтс, басист Дейв Скотт и ударник Роб Лэнг. Последний вскоре был заменён Полом Малеком. Эта конфигурация записала демо «Welcome То Your Death» в 1985 году. Этот состав распался в апреле следующего года, когда Бэйтс и Скотт ушли из-за творческих разногласий.
Остался только Малек, и вместе с Уотерсом он записал ещё одну демо-запись, «Phantasmagoria», благодаря которой им удалось заполучить контракт с «Roadrunner records».
Тем временем состав ещё несколько раз перетасовался, и к 1987 году новыми членами коллектива стали Энтони Гринэм (гитара), Уэйн Дарли (бас) и Рэй Хартманн (ударные, экс-«Assault»).
На роль вокалиста сначала был принят Деннис Дюбо. Однако тот вскоре был заменён бывшим басистом довольно известной панк-рок команды D.O.A. Рэндалл Десмонд Арчибальд, наиболее известный как Рэнди Рэмпейдж. Но Дюбо по-прежнему можно услышать в бридже к песне «Alison Hell».
Когда в 1989 году появился дебютник «Alice In Hell», он как раз попал в полосу трэшевого бума, и, соответственно, получил хорошие обзоры в прессе. Немалая заслуга в этом была и самого Уотерса, виртуозно владевшего гитарой, а также записавшего практически в одиночку все остальные партии. В том же году «Annihilator» первый раз посетили Европу. Перед началом тура Джефф уволил Рэмпейджа, взяв на его место бывшего участника Коберна Фарра.
Гринэм же решил не дожидаться своего увольнения, а уступил место Дейву Скотту Дэвису. Это произошло накануне сессий для второго диска, «Never Neverland». Пластинка сумела повторить успех первого альбома, поскольку голос Фарра больше подходил для музыки, которую играли «Annihilator».
Уотерса же теперь признавали не только в Канаде, но и за рубежом. Примером тому может служить приглашение Джеффа Дэйвом Мастейном в «Megadeth». Однако альянс не состоялся, и Уотерс со своей командой отправился разогревать «Judas priest» во время их британского тура.
Запись третьего альбома началась при участии нового второго гитариста, Нила Голдберга и нового барабанщика Майка Манджини. По ходу сессий Джефф Уотерс разругался с Кобурном, и тот уволился. Заменой ему стал Аарон Рэндалл Вайнштейн, но его стиль вокала не подходил "Annihilator", в результате чего «Set The World On Fire» провалился. Эта неудача, а также дальнейшие разногласия в составе привели к разрыву контракта с «Roadrunner». В 1994-м в «Annihilator» кроме Уотерса и вернувшегося Дэйвиса входили ещё басист Кэм Диксон и барабанщик Рэнди Блэк, однако к 1996-му группа была сокращена до двух человек (Уотерс и Блэк). А альбом 1997 года, «Remains», Джефф снова записывал практически в одиночку. Через пару лет он все-таки решил вновь собрать «Annihilator» в составе: Рэмпэйдж, Хартман, Дэйвис и Расс Бергквист (ударные).
В 2000-м году место уволенного в очередной раз Рэмпэйджа занял Джо Комю из «Overkill». А на следующий год на своё место вернулся Рэнди Блэк. Примерно в это же время к команде примкнули Дэйв Скотт и Каррэн Мерфи, при участии которых была записана новая пластинка, «Waking The Fury». В 2003 году в группу пришел вокалист Дэйв Падден, а позже он взял на себя и обязанности второго гитариста.
14-й студийный альбом получил название Feast. Он вышел в августе 2013 года на лейбле UDR. Диск содержит девять новых треков, а подарочное издание в формате «ECO-book» дополнено бонус-CD с новыми версиями 15 классических песен ANNIHILATOR, а также обложкой в 3D.
В 2014 году Падден покидает коллектив в связи с усталостью от гастролей.
К апрелю 2015 года Annihilator начал работу над своим пятнадцатым студийным альбомом. Уотерс заявил, что музыкальное направление альбома будет «чем-то совсем другим». Альбом, названный Suicide Society, был выпущен 18 сентября 2015 года. На этом альбоме все вокальные партии исполнил сам Джефф.
Альбом For the Demented, 16-й по счету, выпущен 3 ноября 2017 года. Музыкальное видео «Twisted Lobotomy» было выпущено 12 сентября 2017 года.
Следующий альбом группы под названием Ballistic, Sadistic вышел 24 января 2020 года.

## Дискография
| - Alice in Hell (1989) - Never, Neverland (1990) - Set the World On Fire (1993) - King of the Kill (1994) - Refresh the Demon (1996) - Remains (1997) - Criteria for a Black Widow (1999) - Carnival Diablos (2001) - Waking the Fury (2002) - All for You (2004) - Schizo Deluxe (2005) - Metal (2007) - Annihilator (2010) - Feast (2013) - Suicide Society (2015) - For the Demented (2017) - Ballistic, Sadistic (2020) - Metal II (2022) - The One (2004) - Bag of Tricks (1994) - The Best of Annihilator (2004) - Total Annihilation (2010) - Triple Threat (2017) | - «The Fun Palace» (1990) - «Stonewall» (1991) - «Never, Neverland» (1991) - «Phoenix Rising» (1993) - «Set the World on Fire» (1993) - King of the kill (1994) - All for you (2004) - No way out (2013) - Welcome To Your Death (1986) - Phantasmagoria (1986) - Alison Hell (1988) - «Never, Neverland» (1989) - In Command (Live 1989—1990) (1996) - Double Live Annihilation (2003) - Ten Years in Hell (2006) - Live at Masters of Rock (2009) |

## Состав

### Текущие участники
- Джефф Уотерс — соло и ритм-гитара (1984-н.в.), вокал (1985—1986, 1994—1997, 2015-н.в.)
- Рич Хинкс— бас-гитара, бэк-вокал (2016-н.в.)
- Фабио Алессандрини — ударные (2016-н.в.)
- Аарон Хомма — соло и ритм-гитара, бэк-вокал (2015-н.в.)

### Бывшие участники
| - Пол Малек — Ударные (1984—1985, 1986) - Джон Бэйтс — Вокал (1984—1985) - Дейв Скотт — Бас-гитара (1984—1985) - Ричард Дэт — Ударные (1985) - Рэй Хартманн — Ударные (1987—1992, 1999—2001) - Деннис Дюбо — Вокал (1987) - Кит Кейси «K.C.» Тейвз — Ритм-гитара (1987—1988) - Уэйн Дарли — Бас-гитара (1987—1988, 1989—1993) - Энтони Гринэм — Ритм-гитара (1988—1989) - Дейв Скотт Дэвис — Ритм-гитара (1989—1991, 1993—1995, 1998—2000), бас-гитара (1993) - Рэнди Рэмпейдж — Вокал (1987—1989, 1998—2000; умер 2018) - Коберн Фарр — Вокал (1990—1992, 2015; умер 2025) - Аарон Рэндалл Вайнштейн — Вокал (1992—1994) - Нил Голдберг — Ритм-гитара (1992—1993) - Рэнди Блэк — Ударные (1993—1996, 2002—2003) - Майк Манджини — Ударные (1993, 2004—2005, 2007) - Лу Буйдосо — Бас-гитара (1995—1997) - Дейв Макандер — Ударные (1996) | - Рассел Бергквист — Бас-гитара (1999—2003, 2005—2007) - Каррэн Мерфи — Ритм-гитара (2002—2005) - Джо Комо — Вокал (2000—2003) - Дейв Падден — Вокал, Соло и ритм-гитара (2003—2014) - Сэндор де Бретан — Бас-гитара (2004) - Роберт Фолзано — Ударные (2004) - Тони Чапелли — Ударные (2005) - Брайн Дэймон — Бас-гитара (2007) - Алекс Ланденберг — Ударные (2007) - Carlos Cantatore — Ударные (2010) - Альберто Кампуцано — Бас-гитара (2010—2014) - Оскар Рэнджел — Бас-гитара (2014—2015) - Дейв Шелдон — Бас-гитара (2007—2008) - Райан Ахов — Ударные (2007—2008) - Фло Морнер — Ударные (2011) |